# Wiesław Procyk

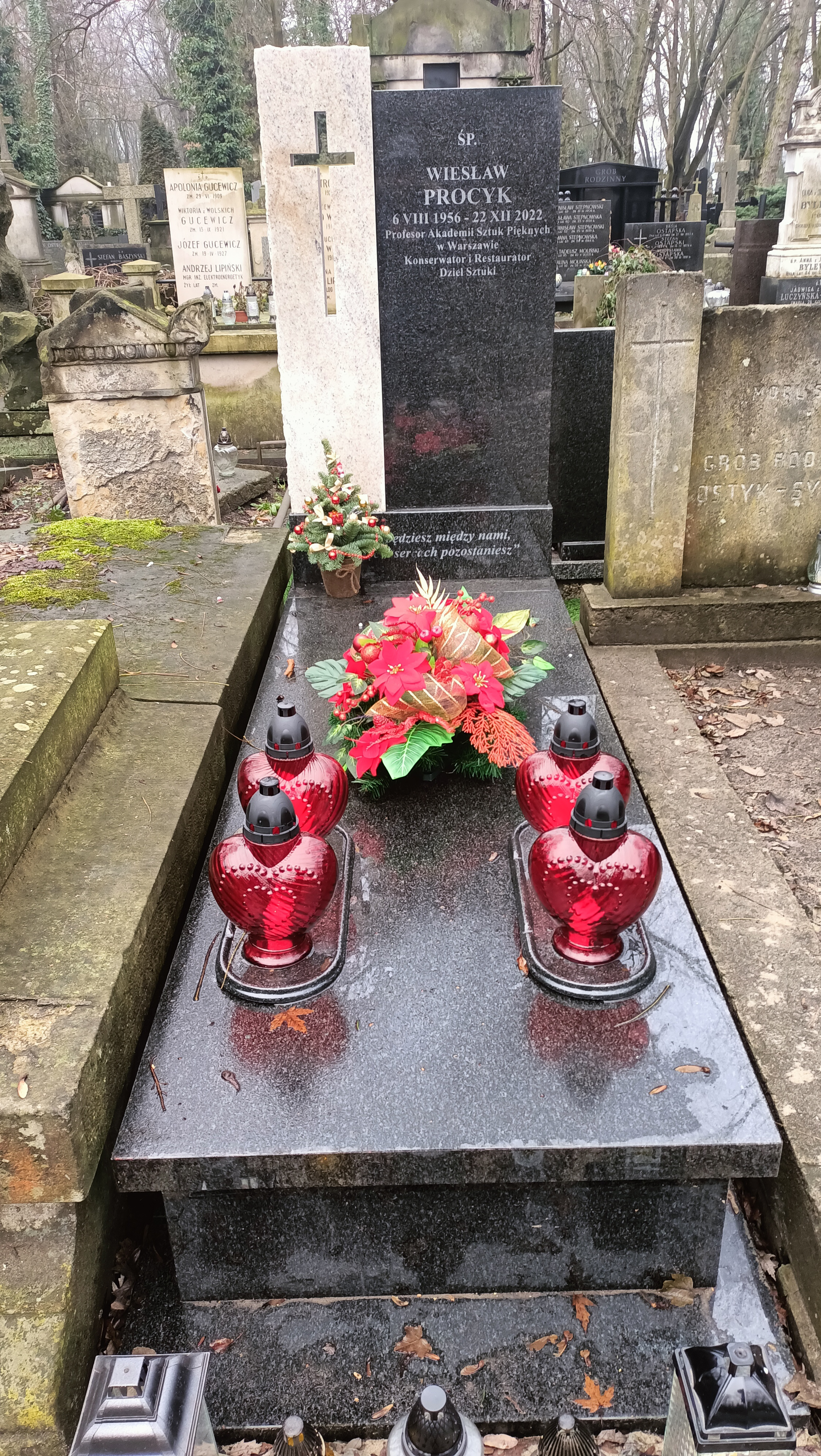
Grób Wiesława Procyka na cmentarzu Powązkowskim

Wiesław Piotr Procyk (zm. 22 grudnia 2022) – polski konserwator sztuki, prof. dr hab.

## Życiorys
11 czerwca 2014 uzyskał stopień doktora habilitowanego. Został zatrudniony na stanowisku profesora nadzwyczajnego i kierownika w Katedrze Konserwacji i Restauracji Rzeźby Kamiennej i Elementów Architektury na Wydziale Konserwacji i Restauracji Dzieł Sztuki Akademii Sztuk Pięknych w Warszawie.
Był dziekanem Wydziału Konserwacji i Restauracji Dzieł Sztuki Akademii Sztuk Pięknych w Warszawie. Pochowany na cmentarzu Stare Powązki.